# Radničko-komunistička partija Bosne i Hercegovine
Radničko-komunistička partija Bosne i Hercegovine je vanparlamentarna politička stranka koja djeluje na prostoru Bosne i Hercegovine od 2000. godine. U svom djelovanju rukovodi se marksističkom teorijom, a ideološki se definira kao zagovornik demokratskog samoupravnog socijalizma.

## O stranci
RKPBiH se u svom programu opredijelila i za poštovanje građanskih političkih sloboda, u koje spada i sloboda stranačkog organiziranja i djelovanja. Iako prihvaća višestranačje i u socijalizmu, stranka smatra da glavnu ulogu u procesu političkog odlučivanja trebaju imati građani neovisno od eventualne stranačke pripadnosti, dok bi moć odlučivanja političkih stranaka bila radikalno smanjena.
RKPBiH se deklarira kao jugoslavenska stranka, što znači da joj je krajnji cilj obnova Jugoslavije u granicama do 1991. Smatra da se zemlja nije raspala, nego je razbijena djelovanjem nacionalističkih političkih pokreta, koji su u njenom rušenju vidjeli svoj politički i ekonomski interes.
RKPBiH je 2005. godine aktivno sudjelovala u kampanji prikupljanja potpisa sa zahtjevom Parlamentarnoj skupštini Bosne i Hercegovine za izmjene zakona o PDV-u. Ovo je jedina stranka u Bosni i Hercegovini koja se protivi ulasku zemlje u EU i NATO pakt.
Stranka je jedan od inicijatora suradnje komunističkih i radničkih stranaka s prostora bivše Jugoslavije. Postignuta je vrlo bliska suradnja s organizacijama koje djeluju u svim jugoslavenskim republikama, a najviši oblik te suradnje jest Prva jugoslavenska konferencija komunističkih i radničkih stranaka, koja je na inicijativu RKPBiH održana u Beogradu, 26. i 27. ožujka 2005. Na toj konferenciji izabran je Koordinacijski odbor ovih stranaka, čiji je trenutni predsjedatelj Glavnog odbora RKPBiH. Članovi ove stranke aktivno sudjeluju u ostvarivanju nekih drugih zajedničkih projekata jugoslavenskih komunista i drugih radikalnih ljevičara.
RKPBiH ostvaruje suradnju s više od 80 komunističkih i lijevo-socijalističkih stranaka iz cijelog svijeta. Predstavnici RKPBiH su u više navrata sudjelovali (neposredno ili šaljući svoje referate) na mnogim međunarodnim konferencijama - u Ateni, Solunu, Bruxellesu, Mexico Cityu i drugdje. Također su predstavnici turskih, grčkih, švedskih i ruskih komunista i lijevih socijalista posjetili RKPBiH.
RKPBiH katkad izdaje novine Glas slobode.

## Vanjske poveznice
- Službena stranica  Arhivirana inačica izvorne stranice od 4. studenoga 2007. (Wayback Machine)